# Lerstrandlöpare
Lerstrandlöpare (Bembidion aeneum) är en skalbaggsart som beskrevs av Ernst Friedrich Germar 1824. Lerstrandlöpare ingår i släktet Bembidion, och familjen jordlöpare. Enligt den finländska rödlistan är arten sårbar i Finland. Arten är reproducerande i Sverige. Artens livsmiljö är sjö- och älvstränder.